# Теодосій Боровик
Теодосі́й Борови́к (пол. Teodozy Borowik; ? — 6 березня 1652, Жировичі) — церковний діяч, священник Руської унійної церкви, василіянин Литовської провінції, історик, проповідник.

## Життєпис

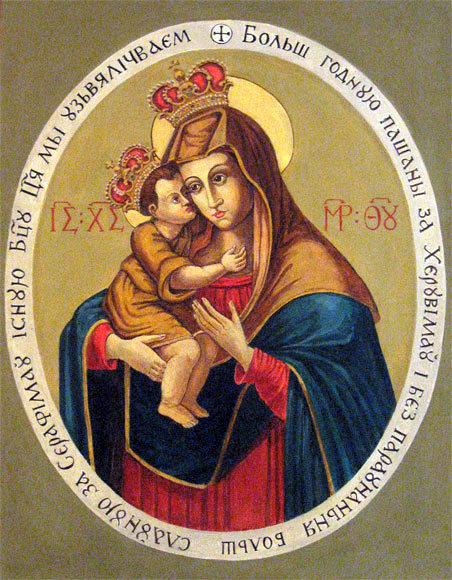
Жировицька ікона Божої Матері

Походив з білоруської мінської шляхти. У 15-річному віці вступив до війська, звідки прийшов до василіян. Був проповідником у монастирі Пресвятої Трійці у Вільно, а в 1620 році — ігуменом. Брав участь в капітулах Василіянського Чину в Лавришові (1621) і Руті (1623). Потім як проповідник у Новогрудку видав друком книжечку про Новогрудське братство, а будучи настоятелем Жировицького монастиря, написав і за дорученням Лавришівської капітули видав історію Жировицької чудотворної ікони Матері Божої: «Historia abo powieść zgodliwa przez pewne podánie ludźi wiáry godnych, o obrazie przeczystey Panny Mariey Zyrowickim cudotwornym». Пізніше доповнив цю працю списком чудес, «які діються при іконі аж по цей день». Книга була видана кілька разів у Вільно (1622, 1628, 1629) і, можливо, у Супраслі (1653 і 1714), польською і латинською мовами. Зберігся текст Боровика, написаний старобілоруською народною мовою, який опублікував у Петербурзі в 1912 році Платон Жукович. У 1637 році був ігуменом у Збаражі.
У 1644 році приймав короля Владислава IV і королеву Цецилію-Ренату, які прибули до Жировичів у оточенні свити, державних достойників і великої кількості шляхти. Будучи проповідником у Мінську (1648), підписав контракт продажу василіянської площі мінським францисканкам. На початку 1652 року знову отримав призначення на посаду ігумена Жировицького монастиря, проте незабаром (6 березня 1652) помер в Жировичах.
Частина рукопису історії Жировицької ікони Божої Матері авторства о. Теодосія Боровика зберігається в Бібліотеці Російської Академії Наук (Ф. 37, оп. 1, спр. 38), а інша частина — в Львівській національній науковій бібліотеці України імені Василя Стефаника (Ф. 3, МВ-393).